# Paramamoea
Paramamoea is een spinnengeslacht uit de familie Desidae. De onderliggende soorten komt voor in Nieuw-Zeeland.

## Soorten
- Paramamoea aquilonalis Forster & Wilton, 1973
- Paramamoea arawa Forster & Wilton, 1973
- Paramamoea incerta Forster & Wilton, 1973
- Paramamoea incertoides Forster & Wilton, 1973
- Paramamoea insulana Forster & Wilton, 1973
- Paramamoea pandora Forster & Wilton, 1973
- Paramamoea paradisica Forster & Wilton, 1973
- Paramamoea parva Forster & Wilton, 1973
- Paramamoea urewera Forster & Wilton, 1973
- Paramamoea waipoua Forster & Wilton, 1973